# Diocesi di Wewak
La diocesi di Wewak (in latino Dioecesis Ueuakensis) è una sede della Chiesa cattolica in Papua Nuova Guinea suffraganea dell'arcidiocesi di Madang. Nel 2022 contava 236.000 battezzati su 492.000 abitanti. È retta dal vescovo Józef Roszynski, S.V.D.

## Territorio
La diocesi comprende la maggior parte della provincia del Sepik Orientale sull'isola di Nuova Guinea.
Sede vescovile la città di Wewak, dove si trova la cattedrale di Cristo Re.
Il territorio è suddiviso in 48 parrocchie.

## Storia
La prefettura apostolica della Terra dell'Imperatore Guglielmo occidentale fu eretta il 25 luglio 1913 con il decreto Gulielmi Terra di Propaganda Fide, in seguito alla scissione della prefettura apostolica della Terra dell'Imperatore Guglielmo, da cui trasse origine anche l'odierna arcidiocesi di Madang.
Il 14 novembre 1922 assunse il nome di prefettura apostolica della Nuova Guinea centrale.
Il 27 aprile 1927 con il breve Quae catholico di papa Pio XI furono ridisegnati i confini con la prefettura apostolica della Nuova Guinea orientale (oggi arcidiocesi di Madang).
Il 22 agosto 1931 in forza del breve Quae rei sacrae dello stesso papa Pio XI la prefettura apostolica fu elevata a vicariato apostolico.
Il 15 maggio 1952 in forza della bolla Ad latius prolatandam di papa Pio XII cedette una porzione del suo territorio a vantaggio dell'erezione del vicariato apostolico di Aitape (oggi diocesi) e lo stesso giorno assunse il nome di vicariato apostolico di Wewak con il decreto Cum per decretum di Propaganda Fide.
Il 18 giugno 1959 cedette un'altra porzione di territorio a vantaggio dell'erezione del vicariato apostolico di Mount Hagen (oggi arcidiocesi).
Il 15 novembre 1966 il vicariato apostolico è stato elevato a diocesi con la bolla Laeta incrementa di papa Paolo VI.

## Cronotassi dei vescovi
Si omettono i periodi di sede vacante non superiori ai 2 anni o non storicamente accertati.
- Canisius Theodorus Gellings, SS.CC. † (19 agosto 1913 - 1918 deceduto)
- Adalberto Ottone Rielander, SS.CC. † (1918 - 1922 deceduto)
- Teodosio Heikenrath, SS.CC. † (1922 - 1923 deceduto)
  - Sede vacante (1923-1928)
- Joseph Lörks, S.V.D. † (19 giugno 1928 - 15 marzo 1945 deceduto)
  - Sede vacante (1945-1948)
- Leo Clement Andrew Arkfeld, S.V.D. † (8 luglio 1948 - 19 dicembre 1975 nominato arcivescovo di Madang)
  - Sede vacante (1975-1980)
- Raymond Philip Kalisz, S.V.D. † (24 aprile 1980 - 14 agosto 2002 ritirato)
- Anthony Joseph Burgess † (14 agosto 2002 succeduto - 20 settembre 2013 ritirato)[2]
- Józef Roszynski, S.V.D., dal 6 febbraio 2015

## Statistiche
La diocesi nel 2022 su una popolazione di 492.000 persone contava 236.000 battezzati, corrispondenti al 48,0% del totale.
| anno | popolazione | popolazione | popolazione | presbiteri | presbiteri | presbiteri | presbiteri                | diaconi | religiosi | religiosi | parrocchie |
| anno | battezzati  | totale      | %           | numero     | secolari   | regolari   | battezzati per presbitero | diaconi | uomini    | donne     | parrocchie |
| ---- | ----------- | ----------- | ----------- | ---------- | ---------- | ---------- | ------------------------- | ------- | --------- | --------- | ---------- |
| 1950 | 33.625      | 296.944     | 11,3        | 46         |            | 46         | 730                       |         |           |           | 33         |
| 1970 | 84.392      | 195.719     | 43,1        | 64         | 11         | 53         | 1.318                     | 1       | 96        | 69        |            |
| 1980 | 113.000     | 208.000     | 54,3        | 60         | 7          | 53         | 1.883                     | 7       | 101       | 57        |            |
| 1990 | 125.350     | 197.641     | 63,4        | 61         | 8          | 53         | 2.054                     | 7       | 90        | 77        |            |
| 1999 | 89.280      | 145.264     | 61,5        | 59         | 18         | 41         | 1.513                     | 6       | 74        | 67        |            |
| 2000 | 182.323     | 278.998     | 65,3        | 52         | 19         | 33         | 3.506                     | 6       | 70        | 60        |            |
| 2001 | 187.755     | 280.258     | 67,0        | 54         | 22         | 32         | 3.476                     | 6       | 69        | 77        |            |
| 2002 | 193.174     | 288.968     | 66,8        | 59         | 24         | 35         | 3.274                     | 6       | 72        | 60        |            |
| 2003 | 193.937     | 292.597     | 66,3        | 50         | 25         | 25         | 3.878                     | 5       | 62        | 60        |            |
| 2004 | 195.950     | 295.700     | 66,3        | 44         | 23         | 21         | 4.453                     | 4       | 46        | 68        |            |
| 2010 | 210.000     | 344.000     | 61,0        | 37         | 22         | 15         | 5.675                     | 1       | 35        | 72        | 45         |
| 2014 | 229.000     | 375.000     | 61,1        | 36         | 25         | 11         | 6.361                     |         | 31        | 72        | 48         |
| 2017 | 215.700     | 445.500     | 48,4        | 31         | 21         | 10         | 6.958                     |         | 30        | 72        | 48         |
| 2020 | 228.000     | 473.880     | 48,1        | 31         | 21         | 10         | 7.354                     |         | 30        | 72        | 48         |
| 2022 | 236.000     | 492.000     | 48,0        | 31         | 21         | 10         | 7.612                     |         | 30        | 72        | 48         |